# Drassodes parvicorpus
Drassodes parvicorpus är en spindelart som beskrevs av Roewer 1951. Drassodes parvicorpus ingår i släktet Drassodes och familjen plattbuksspindlar. Inga underarter finns listade i Catalogue of Life.